# Dysprosium(III)-selenid
Dysprosium(III)-selenid ist eine anorganische chemische Verbindung des Dysprosiums aus der Gruppe der Selenide.

## Darstellung
Dysprosium(III)-selenid lässt sich aus den Elementen synthetisieren.
{\displaystyle {\ce {2Dy + 3Se ->[1173K, 100h] Dy2Se3}}}
Es kann auch durch Reaktion von Dysprosium(III)-nitrat mit Selen in Gegenwart von Natriumsulfit gewonnen werden.

## Eigenschaften
Dysprosium(III)-selenid liegt in Form von blauschwarzen, kristallinen Nadeln vor und ist ein Halbleiter. Es kristallisiert im Uran(III)-sulfid-Typ in einer orthorhombische Kristallstruktur mit der Raumgruppe Pnma (Raumgruppen-Nr. 62).